# Marcos Antonio Portugal
Marcos António da Fonseca Simao, conocido como Marcos António Portugal o Marco Portogallo (Lisboa, 24 de marzo de 1762 – Río de Janeiro, 7 de febrero de 1830), fue un músico y compositor portugués de música clásica. En su época, sus obras fueron conocidas por toda Europa, siendo uno de los más famosos compositores portugueses de todos los tiempos.
Estudió en el Seminario Patriarcal de Lisboa con João de Sousa Carvalho, y en 1792 marchó a Nápoles a completar sus estudios; vivió en Italia hasta 1800. De regreso en Portugal, debió exiliarse en Brasil en 1811 por causa de las Guerras Napoleónicas. Allí fue Maestro de la Capilla Real y director del teatro São João. Compuso música religiosa y, especialmente, óperas como La confusione della somiglianza, La morte de Semiramide (1801), Lo spazzacamino principe (1794) y otras.

## Obras
- Os bons amigos (farsa o intermezzo, 1786, Lisboa)
- A casa de café (farsa o intermezzo, 1787, Lisboa)
- A castanheira ou a Brites Papagaia (intermezzo, 1788, Lisboa)
- O amor conjugal (dramma serio, 1789. Lisbona)
- O amor artifice (farsa o intermezzo, basado en el libreto L'amore artigiano de Carlo Goldoni, 1790, Lisboa)
- A noiva fingida (drama jocoso, traducción del libreto Le trame deluse de Giuseppe Maria Diodati, 1790, Lisboa)
- O amante militar (intermezzo, de Carlo Goldoni, 1791, Lisboa)
- O lunático iludido (O mondo da lua) (drama, traducción del libreto Il mondo della luna de Carlo Goldoni, 1791, Lisboa)
- La confusione della somiglianza o siano I due gobbi (dramma giocoso, libreto de Cosimo Mazzini, 1793, Florencia)
- Il poeta in campagna (dramma giocoso, libreto de Saverio Zini, 1793, Parma)
- Il Cinna (dramma serio, libreto de Angelo Anelli, 1793, Florencia)
- Rinaldo d'Este (commedia per música, libreto de Giuseppe Maria Foppa, 1794, Venecia)
- Lo spazzacamino principe (commedia per música, libreto de Giuseppe Maria Foppa, 1794, Venecia)
- Il Demofoonte (dramma per música, libreto de Pietro Metastasio, 1794, Milán)
- La vedova raggiratrice o siano I due sciocchi delusi (dramma giocoso, 1794, Florencia)
- Lo stratagemma ossiano I due sordi (intermezzo, libreto de Giuseppe Maria Foppa, 1795, Florencia)
- L'avventuriere (farsa, libreto de Caterino Mazzolà, 1795, Florencia)
- L'inganno poco dura (commedia, libreto de Saverio Zini, 1796, Nápoles)
- Zulima (dramma per música, libreto de Francesco Gonella di Ferrari, 1796, Florencia)
- La donna di genio volubile (dramma giocoso, libreto de Giovanni Bertati, 1796, Venecia)
- Il ritorno di Serse (dramma serio, libretto di Francesco Gonella di Ferrari, 1797, Florencia)
- Le Donne Cambiate (farsa, libreto de Giuseppe Maria Foppa, 1797, Venecia)
- Fernando nel Messico (dramma per música, libreto de Filippo Tarducci, 1798, Venecia)
- La maschera fortunata (farsa, libreto de Giuseppe Maria Foppa, 1798, Venezia)
- L'equivoco in equivoco (farsa, libreto de Giuseppe Maria Foppa, 1798, Verona)
- Gli Orazi e Curiazi (tragedia per música, libreto de Simeone Antonio Sografi, 1798, Ferrara)
- La madre virtuosa (operetta di sentimento, libreto de Giuseppe Maria Foppa, 1798, Venezia)
- Alceste (tragedia per música, libreto de Simeone Antonio Sografi, 1798, Venezia)
- Non irritar le donne ossia Il chiamantesi filosofo (farsa, libreto de Giuseppe Maria Foppa, 1798, Venezia)
- La pazza giornata ovvero Il matrimonio di Figaro (dramma comico per música, libreto de Gaetano Rossi, 1799, Venezia)
- Idante ovvero I sacrifici d'Eccate (dramma per música, libreto de Giovanni Schmidt, 1800, Milán)
- Adrasto re d'Egitto (dramma per música, libreto de Giovanni De Gamerra, 1800, Lisboa)
- La morte di Semiramide (dramma serio, libreto de Giuseppe Caravita, 1801, Lisboa)
- La Zaira (tragedia per música, libreto de Mattia Botturini, 1802, Lisboa)
- Il trionfo di Clelia (dramma serio, libreto de Simeone Antonio Sografi, 1802, Lisboa)
- La Sofonisba (dramma serio, libreto de Del Mare, 1803, Lisboa)
- Didone (dramma serio, libreto Pietro Metastasio, 1803, Lisboa)
- La Merope (dramma serio, libreto de Mattia Botturini, 1804, Lisboa)
- L'oro non compra amore (dramma giocoso, libreto de Giuseppe Caravita, 1804, Lisboa)
- Il duca di Foix (dramma per música, libreto de Giuseppe Caravita, 1805, Lisboa)
- Ginevra di Scozia (dramma eroico per música, libreto de Gaetano Rossi, 1805, Lisboa)
- La morte di Mitridate (tragedia per música, libreto de Simeone Antonio Sografi, 1806, Lisboa)

- Artaserse (dramma serio, libreto de Pietro Metastasio, 1806, Lisboa)
- La Speranza o sia l`Augurio Felice (1808) - el himno con que termina esta obra fue hasta 1826 el Himno Nacional de Portugal
- A saloia namorada (farsa, libreto de Domingos Caldas Barbosa, 1812, Río de Janeiro)
- Augurio di felicità ossia Il trionfo d'amore (serenata, libreto de Marcos António Portugal y Pietro Metastasio, 1817, Río de Janeiro)